# Clas Engström
Clas Erik Engström, född 19 mars 1927 i Härnösand, Västernorrlands län, död 7 april 2017 i Rute, Gotlands län, var en svensk författare.

## Biografi

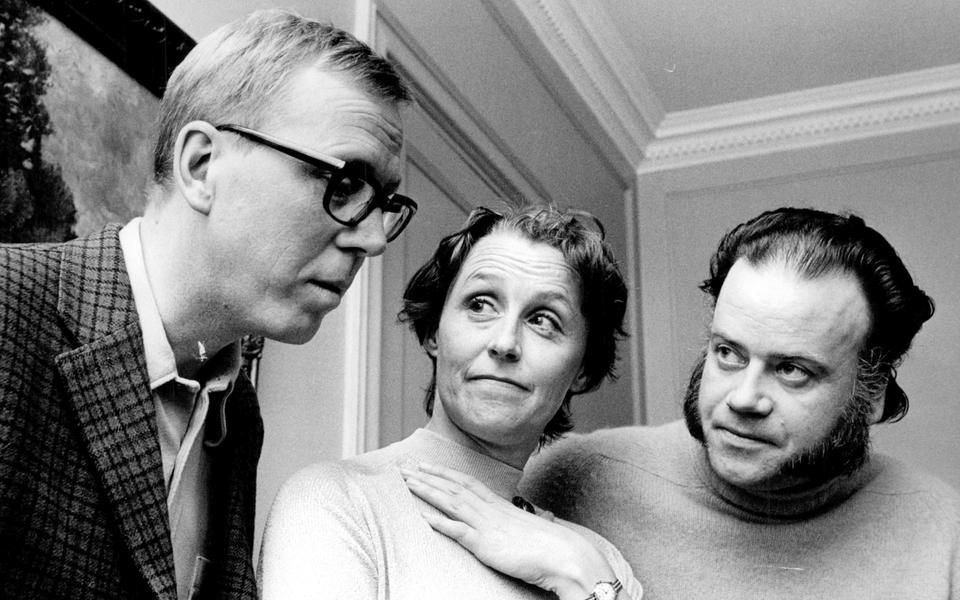
Clas Engström, Siv Widerberg och Svante Foerster, 1969.

Engström tog 1947 studentexamen vid Södra Latin i Stockholm, och därefter folkskollärarexamen 1953.
Engström hade en mångsidig litterär produktion, med romaner för vuxna och ungdomar, reseskildringar och teaterpjäser för tv. Han debuterade som författare 1950 med romanen Växtvärk, som utspelar sig i skolmiljö. Sitt genombrott fick han med den delvis dokumentära berättelsen Is (1961). Hans litterära produktion genomsyras av ett socialt engagemang, och han tar ofta parti för den fattiga människan. Hans roman Ön sjunker (1957) låg till grund för filmen Ole dole doff (1968), i regi av Jan Troell.
År 1948–49 var Engström redaktör för litteraturtidskriften Medan Lagrarna Gro, 1951–52 för Femtital och 1983–1985 ansvarig utgivare av Ordets makt. År 1969 grundade han även Författarförlaget tillsammans med Björn Runeborg.
Inför kommunreformen i Sverige 1971 tog Engström initiativ till bildandet av ett byalag i Rute på Gotland, där han bodde fram till sin död. Byalaget ersattes 1973 av Rute Hembygdsförening. Engström har skildrat byalaget i romanen Byalaget (1973).

### Privatliv
Clas Engström var son till arbetsvårdsassistenten Klas Wilhelm Engström och Herta Eleonora, född Larsson. Från 1951 var han gift med skulptören Pye Engström. 

### Medverkande
- Morgonsamling: en antologi för hem och skola, red. (Stockholm: FIB:s Lyrikklubb, 1962)

## Priser och utmärkelser
- 1957 – Boklotteriets stipendiat
- 1958 – Stipendium ur Albert Bonniers stipendiefond för yngre och nyare författare
- 1965 – Litteraturfrämjandets stipendiat
- 1967 – Litteraturfrämjandets stipendiat